# Lord Fairfax of Cameron

Wappen der Lords Fairfax of Cameron

Lord Fairfax of Cameron ist ein erblicher britischer Adelstitel in der Peerage of Scotland.
Historischer Familiensitz der Lords war bis ca. 1710 Denton Hall bei Denton in North Yorkshire.

## Verleihung
Der Titel wurde am 18. Oktober 1627 an den englischen Diplomaten und Militär Sir Thomas Fairfax verliehen. Er hatte Königin Elisabeth I. auf mehreren diplomatischen Missionen bei Jakob VI. von Schottland vertreten und saß auch als Abgeordneter für mehrere Wahlkreise im englischen Parlament.
Sowohl sein Sohn Ferdinando, der zweite Lord, als auch sein Enkel Thomas, der dritte Lord, dienten während des Bürgerkriegs als bedeutende Militärkommandanten im Dienste des Parlaments. Nach dem Tod des Letzteren im Jahr 1671 ging der Titel an seinen Cousin, den vierten Lord, über. Er war der Sohn von Reverend Henry Fairfax, dem zweiten Sohn des ersten Lords, und vertrat insbesondere Yorkshire im Unterhaus. Sein Sohn, der fünfte Lord, saß als Abgeordneter für Malton und Yorkshire.
Sein Nachfolger wurde sein Sohn, der sechste Lord. Von seiner Mutter, der Tochter von Thomas Colepeper, 2. Baron Colepeper, dem Gouverneur von Virginia, erbte er beträchtliche Ländereien in Virginia. Nach seinem Tod gingen der Titel und die amerikanischen Ländereien an seinen jüngeren Bruder, den siebten Lord, über. Er vertrat Maidstone und Kent im Parlament. Die riesigen amerikanischen Ländereien wurden während des Amerikanischen Unabhängigkeitskrieges konfisziert. Im Jahr 1792 erhielt er per Parlamentsbeschluss 13.758 £ zur Unterstützung amerikanischer Loyalisten. Sein Nachfolger wurde sein Cousin ersten Grades, der achte Lord, der Reverend Bryan Fairfax, der ebenfalls in Virginia lebte. Er war der Enkel von Reverend Henry Fairfax, dem zweiten Sohn des vierten Lords. Allerdings wurde er erst im Jahr 1800 vom House of Lords im Titel bestätigt.
Sein Ururenkel war Albert Kirby Fairfax, der zwölfte Lord, der in Maryland in den Vereinigten Staaten lebte. Sein Familienzweig hatte mehrere Generationen in Amerika gelebt und den Titel im Wesentlichen vergessen. Dann wurde jedoch entdeckt, dass Albert der rechtmäßige Erbe der Lordschaft war, und 1908 wurde er vom Komitee für Privilegien des House of Lords in diesem Titel bestätigt. 1917 wurde er zum schottischen Repräsentanten-Peer gewählt, was er bis zu seinem Tod im Jahr 1939 blieb.
Sein ältester Sohn, der dreizehnte Lord, folgte ihm nach. Er war von 1945 bis 1963 schottischer Repräsentant und diente zwischen 1954 und 1957 als Lord-in-Waiting (Regierungs-Whip im House of Lords) in den konservativen Regierungen von Winston Churchill und Anthony Eden. Seit 1964 wird der Titel von seinem Sohn Nicolas, dem vierzehnten Lord, getragen.

## Liste der Lords Fairfax of Cameron (1627)
- Thomas Fairfax, 1. Lord Fairfax of Cameron (1560–1640)
- Ferdinando Fairfax, 2. Lord Fairfax of Cameron (1584–1648)
- Thomas Fairfax, 3. Lord Fairfax of Cameron (1612–1671)
- Henry Fairfax, 4. Lord Fairfax of Cameron (1631–1688)
- Thomas Fairfax, 5. Lord Fairfax of Cameron (1657–1710)
- Thomas Fairfax, 6. Lord Fairfax of Cameron (1692–1781)
- Robert Fairfax, 7. Lord Fairfax of Cameron (1707–1793)
- Bryan Fairfax, 8. Lord Fairfax of Cameron (1737–1802)
- Thomas Fairfax, 9. Lord Fairfax of Cameron (1762–1846)
- Charles Fairfax, 10. Lord Fairfax of Cameron (1829–1869)
- John Fairfax, 11. Lord Fairfax of Cameron (1830–1900)
- Albert Fairfax, 12. Lord Fairfax of Cameron (1870–1939)
- Thomas Fairfax, 13. Lord Fairfax of Cameron (1923–1964)
- Nicholas Fairfax, 14. Lord Fairfax of Cameron (* 1956)

Voraussichtlicher Titelerbe (Heir apparent) ist ein Sohn des aktuellen Titelinhabers Hon. Edward Nicholas Thomas Fairfax (* 1984).